# Per Skjelbred
Per Ciljan Skjelbred (* 16. Juni 1987 in Trondheim) ist ein norwegischer Fußballspieler. Der defensive Mittelfeldspieler ist seit 2024 Vertragsspieler des Zweitligisten Ranheim Fotball, nachdem er zuvor – das zweite Mal nach 2004 bis 2011 – fünf Spielzeiten für Rosenborg Trondheim gespielt hatte.

## Karriere

### Vereine

#### Jugend
Per Ciljan Skjelbred begann seine Karriere in seiner Geburtsstadt Trondheim beim kleinen Verein Trygg/Lade. In Norwegen wurde er schon früh bekannt, als er vom Fernsehsender TV3 ausgewählt wurde, bei einem Wettbewerb teilzunehmen, in dem das größte norwegische Fußballtalent gesucht wurde. Skjelbred gewann den Wettbewerb und den damit verbundenen Hauptgewinn, ein einwöchiges Probetraining beim FC Liverpool. In diesem konnte er einen nachhaltigen Eindruck hinterlassen, woraufhin ihm ein Jugendvertrag von Liverpool angeboten wurde. Skjelbred lehnte diesen Vertrag jedoch ab und entschloss sich stattdessen, einen Profivertrag mit Rosenborg BK abzuschließen.

#### Rosenborg Trondheim

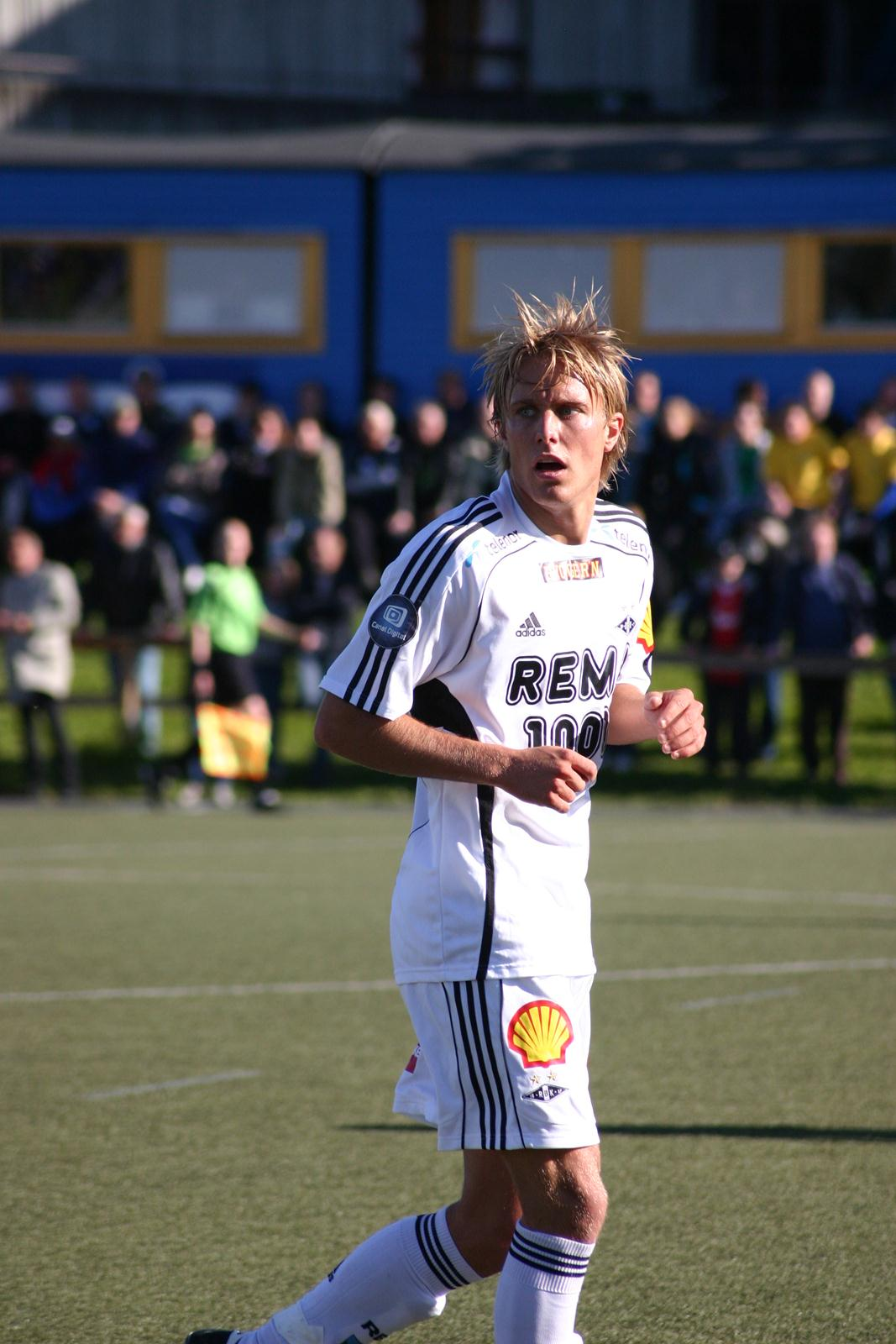
Skjelbred bei Rosenborg Trondheim (2009)

Am 9. Juni 2004 debütierte er als 16-Jähriger für Rosenborg in der Tippeligaen. In dieser Spielzeit bestritt er auch aufgrund der starken Konkurrenz im Mittelfeld lediglich ein weiteres Spiel. Im Jahr 2005 avancierte er zum Stammspieler für Rosenborg. Am 22. Mai 2005 wurde er als jüngster Spieler aller Zeiten in der Tippeligaen mit der Roten Karte des Spielfeldes verwiesen.
Nachdem er im ersten Spiel der Champions League Saison 2005/06 gegen Olympiakos Piräus ein Tor erzielt hatte, wurde für das Rückspiel in Trondheim mit Ieroklis Stoltidis ein Manndecker für ihn abgestellt. Dieser foulte ihn in der sechsten Minute des Spiels derartig schwer, dass Skjelbred einen Schien- und Wadenbeinbruch erlitt. Stolditis erhielt für das Foul lediglich die gelbe Karte. Skjelbred fiel für sechs Monate aus und konnte erst am 10. März 2006 im Liga-Spiel gegen Aalesunds FK wieder spielen. Über weitere Kurzeinsätze steigerte er sich wieder zum Stammspieler und in Folge zum Leistungsträger bei Rosenborg.
Im Sommer 2008 schien ein Wechsel Skjelbreds zu Newcastle United bereits sicher zu sein. Doch es kam nicht dazu, da der damalige Newcastle-Manager Kevin Keegan einen Tag vor Ablauf des Transferfensters das Angebot zurückzog. Aufgrund der kurzfristigen Absage von Newcastle kam es in der Übertrittszeit für die Saison 2008/09 zu keinem Wechsel von Skjelbred, woraufhin er seine Karriere bei Rosenborg fortsetzte.
In Norwegen galt er lange Zeit als die größte Zukunftshoffnung des Landes.

#### Skjelbred in der Bundesliga
Zur Saison 2011/12 verpflichtete ihn der deutsche Bundesligist Hamburger SV. Er sollte ursprünglich einen Dreieinhalbjahresvertrag ab dem 1. Januar 2012 bis zum 30. Juni 2015 erhalten, man einigte sich dann jedoch mit Rosenborg auf einen sofortigen Wechsel. Er kam bereits am 4. August, nachdem Rosenborg sein Rückspiel in der dritten Qualifikationsrunde zur Champions League ausgetragen hatte, zum HSV. Sein letztes Spiel für Rosenborg BK bestritt Skjelbred am 27. Juli 2011, als er im Hinspiel der dritten Qualifikationsrunde der UEFA Champions League gegen Viktoria Pilsen zum Einsatz kam. Im Rückspiel am 3. August 2011 fehlte er aufgrund einer Verletzung. Einen Tag darauf wurde er beim Hamburger SV vorgestellt.
Am 2. September 2013 wurde Skjelbred bis zum Ende der Saison 2013/14 an Hertha BSC ausgeliehen. Im Gegenzug wechselte Pierre-Michel Lasogga auf Leihbasis nach Hamburg. In Berlin konnte sich Skjelbred durchsetzen. Er kam auf 28 Bundesligaeinsätze – zumeist von Beginn –, in denen ihm zwei Tore gelangen.
Zur Saison 2014/15 kehrte Skjelbred zunächst zum HSV zurück, bei dem er die Vorbereitung absolvierte. In der ersten Runde des DFB-Pokals und am ersten Spieltag saß er jeweils auf der Bank, wurde von Trainer Mirko Slomka jedoch nicht eingewechselt. Am 1. September 2014 kehrte Skjelbred zu Hertha BSC zurück. Er erhielt einen Dreijahresvertrag, dessen Laufzeit im August 2016 bis zum 30. Juni 2019 verlängert wurde.
Nach der Saison 2019/20 verlässt Skjelbred den Verein.

#### Rückkehr nach Trondheim
Zum 1. August 2020 kehrte Skjelbred zu Rosenborg Trondheim zurück. Er unterschrieb einen bis zum 31. Dezember 2022 datierten Vertrag. Der 33-Jährige etablierte sich direkt als Stammspieler und kam bis zum Ende der Spielzeit 2020 15-mal (14-mal in der Startelf) in der Eliteserien zum Einsatz, wobei er ein Tor erzielte.

### Nationalmannschaft
Skjelbred durchlief alle Jugendauswahlen Norwegens. Er gab am 28. März 2007 unter Trainer Åge Hareide im Europameisterschafts-Qualifikationsspiel gegen die Türkei sein A-Team Debüt, als er in der 57. Spielminute für Kristofer Hæstad eingewechselt wurde.
Nach fast drei Jahren ohne Einsatz kam Skjelbred am 7. Juni 2013 zu seinem Comeback im Spiel gegen Albanien und erzielte vier Tage später gegen Mazedonien seinen einzigen Länderspieltreffer. Mit der Nationalmannschaft verpasste er die Qualifikation für die Weltmeisterschaft 2014 und die Europameisterschaft 2016. Am 22. Februar 2017 trat Skjelbred nach insgesamt 43 Länderspielen aus der norwegischen Nationalmannschaft zurück.

## Erfolge
- Norwegischer Meister: 2004, 2006, 2007, 2010